# Stefan Moskwa
Stefan Moskwa (ur. 27 września 1935 w Woli Małej, zm. 18 października 2004 w Przemyślu) – polski duchowny rzymskokatolicki, doktor teologii, rektor Wyższego Seminarium Duchownego w Przemyślu w latach 1976–1986, biskup pomocniczy przemyski w latach 1984–2004.

## Życiorys
Urodził się 27 września 1935 w Woli Małej. W latach 1949–1953 kształcił się w Szkole Ogólnokształcącej stopnia licealnego im. H. Sienkiewicza w Łańcucie, w 1953 złożył egzamin dojrzałości. W latach 1953–1959 odbył studia filozoficzno-teologiczne w Wyższym Seminarium Duchownym w Przemyślu. Święceń prezbiteratu udzielił mu 7 czerwca 1959 w katedrze Wniebowzięcia Najświętszej Maryi Panny i św. Jana Chrzciciela w Przemyślu Franciszek Barda, miejscowy biskup diecezjalny. Dalszych studiów na Papieskim Uniwersytecie Gregoriańskim w Rzymie nie mógł podjąć ze względu na odmowę wydania paszportu przez władze państwowe. W latach 1959–1966 studiował więc na Wydziale Teologicznym Katolickiego Uniwersytetu Lubelskiego, gdzie w 1966 uzyskał doktorat z teologii na podstawie dysertacji Personalistyczna koncepcja sakramentów we współczesnej teologii (po Encyklice «Mediator Dei»). W latach 1971–1972 uzupełniał studia w Instytucie Katolickim w Paryżu.
W 1966 był rektorem kaplicy niepokalanek w Jarosławiu, następnie w latach 1966–1969 pracował jako wikariusz w parafii Bożego Ciała w Jarosławiu i jednocześnie katecheta w miejscowych szkołach średnich. W latach 1969–1971 wykładał teologię fundamentalną w Instytucie Teologicznym w Przemyślu, a w latach 1972–1991 teologię dogmatyczną w Wyższym Seminarium Duchownym w Przemyślu, gdzie ponadto piastował stanowiska prefekta (1969–1971), wicerektora (1972–1976) i rektora (1976–1986). W 1978 został kanonikiem honorowym, a w 1983 kanonikiem gremialnym przemyskiej kapituły katedralnej.
30 listopada 1983 został mianowany biskupem pomocniczym diecezji przemyskiej (od 1992 archidiecezji) ze stolicą tytularną Giru Mons. Święcenia biskupie otrzymał 8 stycznia 1984 w bazylice katedralnej Wniebowzięcia Najświętszej Maryi Panny i św. Jana Chrzciciela w Przemyślu. Konsekrował go Ignacy Tokarczuk, biskup diecezjalny przemyski, w asyście biskupów pomocniczych przemyskich: Bolesława Taborskiego i Tadeusza Błaszkiewicza. Jako zawołanie biskupie przyjął słowa „Redemptori” (Odkupicielowi). Od 1983 piastował urząd wikariusza generalnego diecezji. W latach 1986–1993 pełnił funkcję moderatora kurii. W latach 80. był odpowiedzialny za kontakty z władzami komunistycznymi w celu uzyskiwania pozwoleń na budowę obiektów sakralnych na terenie diecezji, a do 2001 przygotowywał coroczne propozycje zmian w obsadzie wikariuszy. Należał do komisji egzaminacyjnej, kolegium konsultorów, rady kapłańskiej i rady duszpasterskiej. Był przewodniczącym archidiecezjalnej komisji podczas II polskiego synodu plenarnego oraz przewodniczącym komisji głównej podczas synodu archidiecezji przemyskiej. Od 1998 zajmował stanowisko prepozyta przemyskiej kapituły archikatedralnej.
W pracach Episkopatu Polski był wiceprzewodniczącym Komisji ds. Trzeźwości, należał także do Komisji „Iustitia et Pax”, Komisji ds. Seminariów Duchownych, Komisji ds. Dialogu z Niewierzącymi, Komisji Mieszanej: Biskupi – Wyżsi Przełożeni Zakonni i Rady ds. Polonii i Polaków za granicą. Był współkonsekratorem podczas sakr biskupów pomocniczych przemyskich: Edwarda Frankowskiego (1989) i Adama Szala (2000).
Zmarł 18 października 2004 w Przemyślu. 23 października 2004 został pochowany w grobowcu kapituły rzymskokatolickiej na cmentarzu Głównym w Przemyślu.